# Зондский сорокопутовый личинкоед
Зондский сорокопутовый личинкоед (лат. Coracina temminckii) — вид птиц из семейства личинкоедовых. Эндемик Сулавеси. Выделяют три подвида. Видовое  название дано в честь голландского зоолога Конрада Якоба Темминка (англ. Coenraad Jacob Temminck, 1778—1858).

## Описание
Зондский сорокопутовый личинкоед достигает длины 30,5 см. Половой диморфизм не выражен. Взрослые особи номинативного подвида почти полностью серовато-лазурные с кобальтовым оттенком, особенно на крыльях и хвосте. Уздечки и основание лба черноватые с голубым отливом. Внутренние опахала первостепенных маховых перьев и рулевых перьев черноватые. Нижняя часть тела, нижние кроющие перья крыльев и подмышечные впадины такого же цвета, как и верхняя часть тела. Радужная оболочка белая или сине-белая; клюв и ноги чёрные. Молодые особи преимущественно тёмно-серые, со светлыми поперечными полосами, белыми субтерминальными пятнами на третьестепенных маховых перьях, рулевые перья с белыми краями и пятнами; неполовозрелые особи не описаны. Подвиды отличаются друг от друга лишь незначительно: подвид  C. t. tonkeana немного более голубого цвета на спине и более бледный снизу, чем у номинанта; подвид C. t. rileyi немного более серый, чем у предыдущий.
Позывки довольно характерны и необычны, включают в себя резкие, носовые, невнятные «sssssschu», которым иногда предшествуют две короткие, сухие ноты; а также 5—7 громких, пронзительных свистов «pi pí pí pí pí». В полёте издаёт короткий, тонкий пронзительный звук.

## Распространение и места обитания
Зондский сорокопутовый личинкоед является эндемиком Сулавеси. Выделяют три подвида:
- Coracina temminckii temminckii (Müller, 1843) — север Сулавеси
- Coracina temminckii rileyi Meise, 1931 — центр и юго-восток Сулавеси
- Coracina temminckii tonkeana (Meyer, 1903) — восток Сулавеси

Естественными местами обитания являются первичные и высокогорные вторичные леса в предгорьях и горах. Встречается на высоте 100—2200 м над уровнем моря, в основном выше 500 м; иногда в сосновых насаждениях.

## Биология
Биология практически не исследована. Зондский сорокопутовый личинкоед предположительно питается насекомыми. Обычно передвигается небольшими группами до 8 птиц, добывая пищу на средних уровнях и в кронах деревьев. Собирает пищу с крупных боковых ветвей, лиан, стволов и нижней стороны листьев. Один слёток был обнаружен в октябре. Другой информации нет.